# Тахумулько
Тахуму́лько (ісп. Tajumulco) — стратовулкан у західній частині Гватемали. Має висоту 4220 м і є найвищою вершиною Гватемали і Центральної Америки
Конус вулкана має дві вершини; східний конус — древній із кратером діаметром до 70 м, західний — молодий. На схилах — дубово-соснові ліси, у верхній частині — ксерофітні гірські луки. Сходження можна здійснювати з міста Сан-Маркос, яке лежить за 14 км на південний схід.
Існує декілька свідчень про його виверження в минулому, але жодне з них достовірно не підтверджено. Повідомлялось, що 24 жовтня 1765 року вулкан вивергнув масу каміння, яке знищило будівлі і його підніжжя, але це могло бути просто камнепадом. Існують свідчення про виверження в 1808 році, а також про малоймовірні виверження в 1821 (або 1822), 1863, 1893 рр.